# 留龙沟镇
留龙沟满族乡，是中华人民共和国辽宁省锦州市义县下辖的一个乡镇级行政单位。

## 行政区划
留龙沟满族乡下辖以下地区：
留龙沟村、下高家沟村、大齐家沟村、下山口村、李三屯村、全家屯村、冯家屯村、曹家屯村、邱家屯村和大业屯村。